# Seteventos (Sarria)
Seteventos (llamada oficialmente San Pedro de Seteventos) es una parroquia y una aldea española del municipio de Sarria, en la provincia de Lugo, Galicia.

## Organización territorial
La parroquia está formada por cuatro entidades de población, constando tres de ellas en el nomenclátor del Instituto Nacional de Estadística español:
- Goimil
- Reboredo
- Seteventos
- Valín

## Demografía

### Parroquia
| Gráfica de evolución demográfica de Seteventos (parroquia) entre 2000 y 2021 |
|                                                                              |
| Datos según el nomenclátor publicado por el INE.                             |

### Aldea
| Gráfica de evolución demográfica de Seteventos (aldea) entre 2000 y 2021 |
|                                                                          |
| Datos según el nomenclátor publicado por el INE.                         |